# 丹尼尔·科拉尔
丹尼尔·科拉尔（西班牙語：Daniel Corral，1990年1月25日—），墨西哥男子竞技体操运动员，2011年泛美运动会男子鞍马和男子双杠金牌得主、2013年夏季世界大运会男子鞍马银牌得主、2013年世界竞技体操锦标赛男子鞍马银牌得主。